# Народна борба (1950 – 1977)
Вижте пояснителната страница за други значения на Народна борба.
„Народна борба“ (на гръцки: Λαϊκός Αγώνας, Лаико̀с Агонас) е вестник, издаван на гръцки и български (Егейска македонска литературна норма), излизал от 1950 до 1977 година и създаден от емиграцията от Егейска Македония в Будапеща, Унгария.